# 蛋白质四级结构

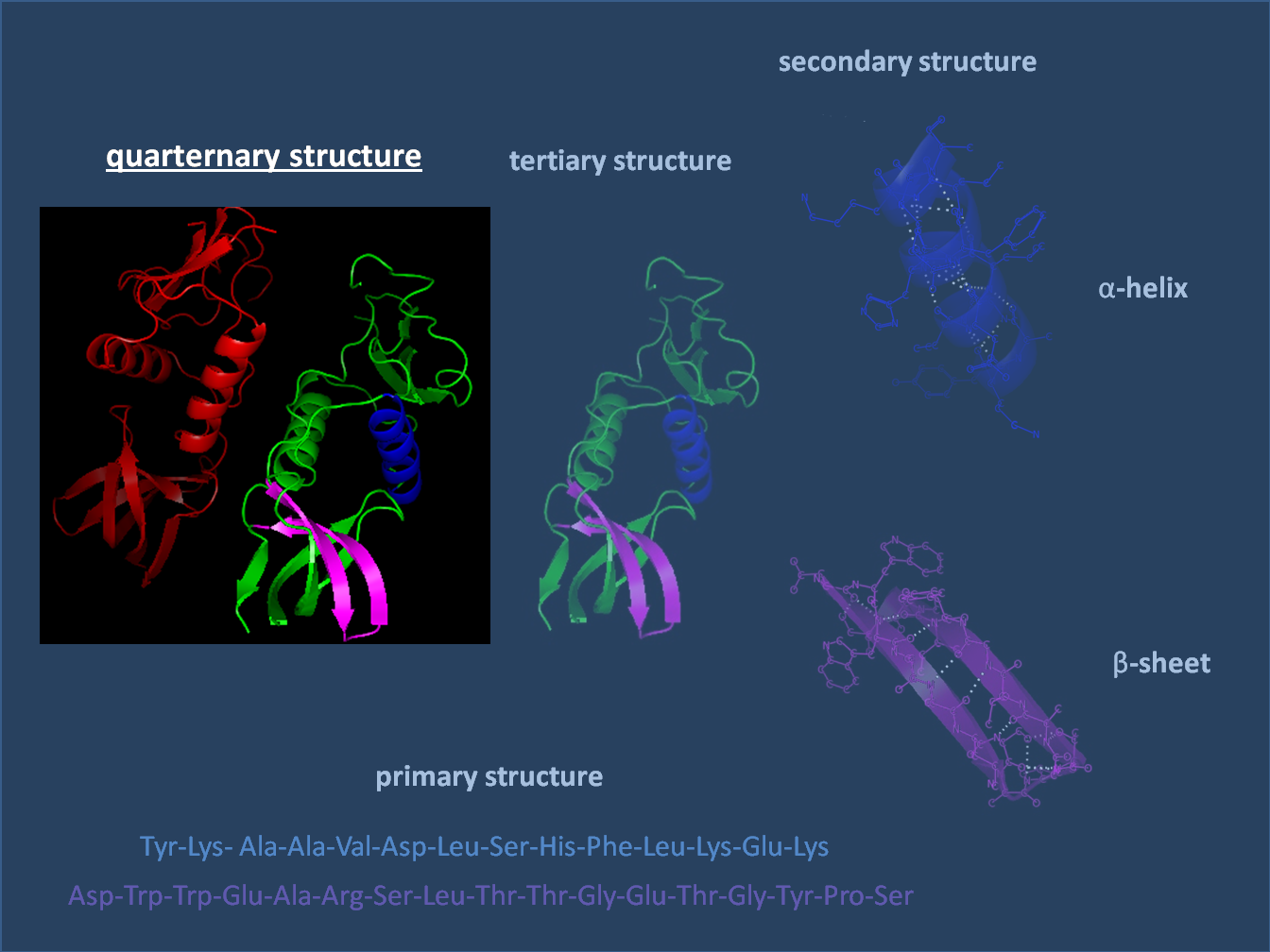
蛋白质1EFN的结构，重点是四级结构。

蛋白质四级结构（英語：Protein quaternary structure）是生物化学中用于描述多亚基蛋白质复合体中各个折叠蛋白质亚基的排列组合。

## 描述和示例

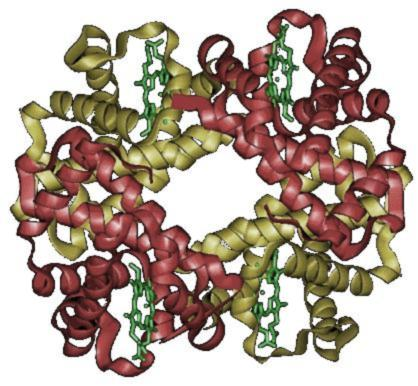
Hemoglobin (血红蛋白) 是一种存在于红细胞中的蛋白质，它由四个亚基组成，每个亚基含有一个铁离子，能够结合氧气。血红蛋白的功能对于维持身体各个组织的正常代谢和生理功能至关重要。

许多蛋白质实际上是多个多肽链的组装。 四级结构是指蛋白质亚基相对于彼此的数目和排列。具有四级结构的蛋白质的实例包括血红蛋白，DNA聚合酶和离子通道。
由具有不同功能的亚基组成的酶有时被称为全酶，其中一些部分可以称为调节亚基，功能核被称为催化亚基。作为多蛋白质复合体的其它组件也具有四级结构。实例包括核小体和微管。四级结构的变化可以通过个体亚基内的构象变化或通过亚基相对于彼此的重新取向而发生。 正是通过这种变化，其在“多聚”酶中协同性和别构调节的基础，许多蛋白质经历调节并且执行它们的生理功能。
上述定义遵循生物化学的经典方法，其在蛋白质和功能性蛋白质单元之间的区别难以阐明的时候建立。最近，人们在讨论蛋白质的四级结构时考虑蛋白质 - 蛋白质相互作用，并考虑蛋白质的所有组装作为蛋白质复合体（protein complexes）。

## 四级结构的命名
具有四级结构的蛋白质复合物通常可以使用以-mer结尾的名称（希腊语为“部分，亚基”）描述寡聚复合物中亚基的数目。 正式和希腊拉丁文名称通常用于前十种类型，可用于多达二十个亚单位，而较高顺序的复合体通常用亚单位的数量描述，随后是-meric。例如，含两个亚基称为二聚体，三个则为三聚体，以此类推（只有一个蛋白质多肽链的称为单聚体）。通常情况下，细胞中的蛋白质复合物很少超过八聚体。
| - 1 = 单聚体/亚基 - 2 = 二聚体 - 3 = 三聚体 - 4 = 四聚体 - 5 = 五聚体 - 6 = hexamer | - 7 = heptamer - 8 = 八聚体 - 9 = nonamer - 10 = decamer - 11 = undecamer - 12 = 十二聚体 | - 13 = tridecamer - 14 = tetradecamer - 15 = pentadecamer* - 16 = hexadecamer - 17 = heptadecamer* - 18 = octadecamer | - 19 = nonadecamer - 20 = 二十聚体 - 21-mer - 22-mer - 23-mer* - etc. |

*“没有已知的例子”
尽管大多数蛋白质都很少被观察到比八聚体更高的复合物，但也有一些重要的例外。病毒衣壳甚至可以为60聚体。在细胞中还发现了几种分子机器，例如，蛋白酶体（四个七聚体环 = 28个亚基），转录复合物和剪接体。 核糖体可能是最大的分子机器，由许多RNA和蛋白质分子组成。
在一些情况下，蛋白质形成复合物，然后组装成更大的复合物。 在这种情况下，人们使用命名法，例如“二聚体的二聚体”或“三聚体的三聚体”来表明该复合体在解离成单体之前可能解离成较小的亚复合体。

## 四级结构的测定

### 复合物质量直接分析方法
- 分析型超速离心
- 质谱

### 复合物大小直接分析方法
- 静态光散射
- 分子排阻色谱

### 复合物大小间接分析方法
- 分析型超速离心
- 动态光散射
- 荧光各向异性度测量

## 蛋白质交互作用
蛋白质能够形成非常紧密的复合物。 例如，核糖核酸酶抑制剂以约20fM的解离常数与核糖核酸酶A结合。 其他蛋白质已经进化成特异性结合另一种蛋白质上的异常部分，例如生物素基团（抗生物素蛋白avidin），磷酸化酪氨酸（SH2结构域）或富含脯氨酸的区段（SH3结构域）。